# Allen Klein
Allen Klein, né le 18 décembre 1931 à Newark (New Jersey) et mort le 4 juillet 2009 à New York, est un homme d'affaires américain et un dirigeant de label discographique, principalement connu pour sa gestion agressive et controversée du répertoire musical de grands groupes de rock, comme les Rolling Stones et les Beatles (après la mort de Brian Epstein).
Il est considéré comme l'un des acteurs provoquant la fin des années 1960, comme mouvement culturel, avec la perte du catalogue des Rolling Stones et l'histoire de l'album Let It Be des Beatles (avec les bandes confiées à Phil Spector) comme une des raisons de leur dissolution.

## Biographie

### Avec les Rolling Stones
En 1965, le contrat entre les Rolling Stones, leur label Decca et la société Impact Sound — créée par son producteur, Andrew Loog Oldham, et son associé Eric Easton, pour gérer les droits d'auteur — n'est pas renouvelé car ces deux derniers se sont fâchés à ce sujet. Oldham doit alors chercher un nouvel associé et Allen Klein tombe à point nommé. C'est ainsi que le groupe et le label signent un nouveau contrat de rémunération de droits d'auteur avec Klein à hauteur de 700 000 $ par an.
Mais en 1971, décidés à quitter Decca définitivement, les Stones s'aperçoivent qu'ils ont perdu leur catalogue jusqu'en 1970, désormais géré par le label de Klein, ABKCO. Le groupe décide de virer l'homme d'affaires (avec qui ils étaient liés jusqu'en 1974) et de fonder leur propre label, Rolling Stones Records. Depuis, leur discographie est toujours coupée en deux.
Dans les années 1990 et 2000, il est également connu comme le personnage à l'origine de toutes les disputes légales autour du titre Bitter Sweet Symphony de The Verve, contenant un sample d'une composition orchestrale d'Oldham inspirée de The Last Time des Rolling Stones — lui même très largement inspiré d'une interprétation des Staple Singers  — récupérant les droits du titre des Verve et l'utilisant pour de nombreuses publicités au niveau mondial,.

### Avec les Beatles
Le 3 février 1969, la direction d'Apple, maison de disques des Beatles, annonce que ceux-ci verront leurs affaires gérées par Allen Klein. En mars, Klein entame des négociations avec NEMS pour dégager les Beatles de leur contrat, cette société ne leur étant plus utile et touchant encore des royalties sur leurs activités. Allen Klein devient le manager des Beatles contre l'avis de Paul McCartney qui refusera toujours de signer le moindre contrat avec lui. L'homme d'affaires américain fait le ménage chez Apple Corps et renégocie de façon très avantageuse les contrats de distribution avec EMI au Royaume-Uni et Capitol Records aux États-Unis.
Il décide aussi, en mars 1970, suivi en cela par John Lennon et George Harrison, de confier au producteur américain Phil Spector les bandes du projet Get Back, enregistrées plus d'une année auparavant, pour qu'il produise le disque Let It Be à sa façon. Paul McCartney à qui personne n'a demandé son avis, se met en colère en écoutant le résultat, et interpelle Allen Klein par courrier (« Ne refaites plus jamais ça ! ») et évoque cette histoire en annonçant sa séparation du groupe le 10 avril 1970 comme une des raisons de son départ. À la fin de cette année-là, il lance un procès contre ses trois anciens camarades afin de prononcer la dissolution juridique des Beatles et, avant tout, de se débarrasser d'Allen Klein,.
Par la suite, Allen Klein détourne les fonds du concert de charité organisé par George Harrison en 1971 en faveur du Bangladesh, et voit ainsi les relations rompues avec les trois anciens Beatles qui l'avaient engagé à l'époque.

### Mort
Allen Klein décède à l'âge de 77 ans des suites de la maladie d'Alzheimer.